# Arcturus hastatus
Arcturus hastatus är en kräftdjursart som beskrevs av Nunomura 2006. Arcturus hastatus ingår i släktet Arcturus och familjen Arcturidae. Inga underarter finns listade i Catalogue of Life.